# Ategnatos
Ategnatos — восьмой студийный альбом швейцарской фолк-метал-группы Eluveitie. Был выпущен 5 апреля 2019 года на лейбле Nuclear Blast. Работа над альбомом велась с 2017 по 2019 годы. Непосредственно запись заняла четыре месяца. В преддверии релиза группа выпустила два сингла: «Ategnatos» и «Ambiramus». Традиционно для Eluveitie в основе альбома лежит кельтская мифология.

## История
Работа над очередным студийным альбом началась в 2017 году, когда Eluveitie выпустили свой второй акустический альбом Evocation II – Pantheon. Чтобы дать слушателям представление о том, каким будет будущий альбом, группа выпустила 27 октября 2017 года клип «Rebirth».
Запись альбома проходила под руководством звукоинженера Томми Веттерли в швейцарской студии New Sound Studio. Она длилась четыре месяца: с октября 2018 по январь 2019 года. Сведением альбома занимался Йенс Богрен в Fascination Street Studios, расположенной в Эребру, Швеция.
Название и дату выхода альбома группа раскрыла 17 января 2019 года, а спустя неделю представила обложку. Её создал американский художник Трэвис Смит.
В преддверии выхода альбома было выпущено два сингла: «Ategnatos» и «Ambiramus». Первый из них вышел 1 февраля, второй — 15 марта 2019 года. Для каждого из них были сняты клипы, вышедшие, как и «Rebith», на официальном YouTube-канале лейбла Nuclear Blast.

## Тематика
Ategnatos обращается к темам мистицизма, философии, мифологии и языческих верований. По словам лидера Eluveitie Кригеля Гланцманна, альбом даёт увидеть современное общество в зеркале древней кельтской мифологии. Само слово «Ategnatos» по-галльски означает «возрождённый».

## Список композиций
Все тексты написаны Кригелем Гланцманном, кроме «Ambiramus», который написан им вместе с Йонасом Вольфом.
| №                   | Название                  | Длительность |
| ------------------- | ------------------------- | ------------ |
| 1.                  | «Ategnatos»               | 4:54         |
| 2.                  | «Ancus»                   | 0:11         |
| 3.                  | «Deathwalker»             | 4:53         |
| 4.                  | «Black Water Dawn»        | 4:18         |
| 5.                  | «A Cry In The Wilderness» | 5:25         |
| 6.                  | «The Raven Hill»          | 4:12         |
| 7.                  | «The Silvern Glow»        | 1:10         |
| 8.                  | «Ambiramus»               | 2:53         |
| 9.                  | «Mine Is The Fury»        | 3:34         |
| 10.                 | «The Slumber»             | 4:57         |
| 11.                 | «Worship»                 | 5:35         |
| 12.                 | «Trinoxtion»              | 1:18         |
| 13.                 | «Threefold Death»         | 3:31         |
| 14.                 | «Breathe»                 | 5:28         |
| 15.                 | «Rebirth»                 | 4:58         |
| 16.                 | «Eclipse»                 | 3:01         |
| Общая длительность: | Общая длительность:       | 60:20        |

| №   | Название                               | Длительность |
| --- | -------------------------------------- | ------------ |
| 17. | «Ategnatos (Acoustic Version)»         | 3:50         |
| 18. | «Ambiramus (Acoustic Version)»         | 3:09         |
| 19. | «Threefold Rebirth (Acoustic Version)» | 2:57         |

## Тур
В ноябре и декабре 2019 года Eluveitie провели гастрольный тур совместно с группами Lacuna Coil и Infected Rain. В рамках турах состоялось 43 концерта.

## Участники записи
- Кристиан «Кригель» Гланцманн — вокал, вистл, мандола, волынка, боуран
- Кай Брем — бас-гитара
- Рафаэль Зальцманн — гитара
- Николь Анспергер — скрипка
- Маттео Систи — вистл, волынка, мандола
- Йонас Вольф — гитара
- Ален Акерман — ударные
- Фабьенн Эрни — вокал, кельтская арфа, мандола
- Михалина Малис — колёсная лира

## Позиции в чартах
| Страна             | Высшая позиция | И.     |
| ------------------ | -------------- | ------ |
| Австрия            | 12             | [ 17 ] |
| Бельгия (Фландрия) | 159            | [ 17 ] |
| Германия           | 11             | [ 17 ] |
| Испания            | 56             | [ 17 ] |
| Франция            | 73             | [ 17 ] |
| Швейцария          | 3              | [ 17 ] |
| Шотландия          | 85             | [ 18 ] |